# سارا اسپراتی
سارا اسپراتی (ایتالیایی: Sara Sperati؛ زادهٔ ۷ اکتبر ۱۹۵۶) بازیگر اهل ایتالیا است.
از فیلم‌هایی که وی در آن نقش داشته‌است، می‌توان به شب بزرگ، سالن کیتی و پلیس قاتل اشاره کرد.